# Helmer Alexandersson
Pour les articles homonymes, voir Alexandersson.
Répertoire
symphonies, musiques de film
Karl « Helmer » Alexandersson, né le 16 novembre 1886 à Stockholm – mort le 24 décembre 1927 dans la même ville, est un compositeur suédois.